# ISO 3166-2:LI
ISO 3166-2:LI é a entrada para Liechtenstein no ISO 3166-2, parte do padrão ISO 3166 publicado  pelo Organização Internacional para Padronização (ISO), que define códigos para os nomes das principais subdivisões (ex., províncias ou estados) de todos países codificado no ISO 3166-1.
Atualmente para o Liechtenstein, ISO 3166-2 códigos são definidos por 11 comunas.
Cada código é composto por duas partes, separadas por um hífen. A primeira parte é  LI , o ISO 3166-1 alfa-2 código de Liechtenstein. A segunda parte é de dois dígitos (01-11).

## Códigos atuais
Nomes de subdivisões são listados como na norma ISO 3166-2 publicada pela Agência de Manutenção ISO 3166 (ISO 3166/MA).
Clique no botão no cabeçalho da coluna para classificar.
| Código | Nome da subdivisão |
| ------ | ------------------ |
| LI-01  | Balzers            |
| LI-02  | Eschen             |
| LI-03  | Gamprin            |
| LI-04  | Mauren             |
| LI-05  | Planken            |
| LI-06  | Ruggell            |
| LI-07  | Schaan             |
| LI-08  | Schellenberg       |
| LI-09  | Triesen            |
| LI-10  | Triesenberg        |
| LI-11  | Vaduz              |

## Mudanças
As seguintes alterações na entrada foram anunciadas em boletins pela ISO 3166 / MA desde a primeira publicação da ISO 3166-2 em 1998:
| Boletim informativo     | Data de emissão | Descrição das alterações no boletim                                  | Código/Mudança de subdivisão        |
| ----------------------- | --------------- | -------------------------------------------------------------------- | ----------------------------------- |
| boletim informativo I-8 | 2007-04-17      | Adição das subdivisões administrativas e de seus código de elementos | Subdivisões adicionadas: 11 comunas |